# Vuurregelaar
Een vuurregelaar is een onderdeel van een vuurwapen, meer bepaald een automatisch wapen, dat in verschillende standen kan worden gezet. Door dit onderdeel van stand te veranderen, zal het wapen naar keuze en afhankelijk van type wapen volautomatisch, in korte vuurstoten of semiautomatisch schieten.

Vaak wordt de vuurregelaar met de veiligheidspal gecombineerd, waardoor je met hetzelfde onderdeel je wapen op veilig of in de gewenste vuurmodus zet.